# Microsema quadripunctaria
Microsema quadripunctaria là một loài bướm đêm trong họ Geometridae.